# Brunfelsia imatacana
Brunfelsia imatacana är en potatisväxtart som beskrevs av T. Plowman. Brunfelsia imatacana ingår i släktet Brunfelsia och familjen potatisväxter. Inga underarter finns listade i Catalogue of Life.